# 전도 (제왕)
전도(田都, ? ~ ?)는 진나라 말기의 인물로, 진나라 말기 재건된 제나라의 장수였으며 항우를 도와 진나라가 멸망한 뒤에는 제나라의 왕을 지냈다.

## 사적
제나라의 공족이자 장수였다. 제나라의 실권자 전영은 전 왕 전가를 쫓아내고 전시를 왕으로 세워 제나라를 좌지우지하고 있었는데, 전가가 망명한 초나라에서 진나라를 함께 치자고 하자 전가의 목숨을 대가로 요구하고 이를 들어주지 않자 진나라를 치는 것을 돕지 않았다. 당시 진나라 장수 장한이 장초를 멸망시키고 초나라의 항량을 죽이고 조나라 서울 한단을 점령하여 각지의 부활한 제후들을 두렵게 하자, 전도는 전영에게 반기를 들고 조나라를 구원하러 출진했다.
기원전 206년, 항우를 주축으로 한 제후연합군이 진나라를 멸해 항우가 각지에 제후들을 분봉할 적에, 전도는 항우와 함께 조나라를 구원하고 진나라를 멸한 공적이 인정되어 새로이 제나라 왕이 되었다. 옛 제나라 왕 전시는 실권자 전영이 진나라 멸망을 돕지 않았으므로 교동으로 옮겨졌다. 이 조치에 불만을 품은 전영은 전도를 공격했고, 전도는 초나라로 망명했다.
기원전 205년, 항우가 전영을 공격하여 죽이자, 전도, 전안, 전시가 모두 죽었기 때문에 전가를 제나라 왕으로 세웠다.